# Eva Canel
Agar Eva Infanzón Canel (Coaña, Asturias, 30 de enero de 1857-La Habana, Cuba, 2 de mayo de 1932), más conocida por su seudónimo Eva Canel, fue una escritora, periodista y emigrante española que se asentó en Cuba.

## Biografía
Nació el 30 de enero de 1857 en la localidad asturiana de Coaña. Hija de Epifanía Canel y Uría y del médico Pedro Infanzón. Cuando tenía tres años de edad, su padre murió en un naufragio causado por unos piratas y junto con su madre se trasladó a Madrid. Allí, tras cumplir quince años, comenzó a trabajar como actriz en el teatro y conoció a Eloy Perillán y Buxó, director de una revista satírica llamada La Broma, con quien se casó ese mismo año. En 1874 su marido fue desterrado por publicar un panfleto que la censura consideró inconveniente y tuvo que marchar a Bolivia, dejándola como directora de la revista. Un año después, Eva viajó a América para reunirse de nuevo con él y colaborar en El Ferrocarril, revista de la ciudad de La Paz que dirigía Perillán. En enero de 1875, la pareja se trasladó a Buenos Aires y fundaron El Petróleo, donde ella comenzó a dedicarse de lleno al periodismo. En 1876, decidieron trasladarse de nuevo, esta vez a Lima, donde fundaron Las Noticias y colaboraron con varios periódicos como El Comercio y El Perú Ilustrado. Además, allí nació el único hijo de la pareja, al que bautizaron con el mismo nombre que el padre.
A raíz de la Guerra del Pacífico entre Perú y Chile, Eva y su familia regresaron de nuevo a España, estableciéndose en Barcelona. No obstante, Perillán acabó marchándose a Cuba, donde falleció el 1 de marzo de 1889, y Eva se trasladó poco después a la isla. Allí trató de buscar empleo en dos periódicos cubanos, Diario de la Marina y Unión Constitucional, pero sus respectivos directores se negaron a darle un puesto. Por ello en 1891 la periodista fundó en La Habana su propia revista semanal La Cotorra. Órgana política- satírica y libérrima. Semanario político que no sabe tirar al sable y no se bate más que a picotazos. Esta publicación, caracterizada por ser de tipo satírico y panfletario, se mantuvo hasta 1893.
Tras pasar ocho años en Cuba, regresó a España tras finalizar la Guerra de Independencia cubana y se instaló de nuevo en Madrid. Sin embargo, en 1899 volvió a Buenos Aires e inició su apogeo literario, escribiendo tres novelas, dando numerosas conferencias y colaborando con varios periódicos. Además, se hizo con la propiedad de una imprenta y fundó las revistas Kosmos, en 1904 y Vida Española, en 1907.
Canel, devota cristiana, en política inicialmente se habría mostrado afín al republicanismo y las ideas democráticas de su marido. Sin embargo, terminó instalada en el conservadurismo y el carlismo. En 1899, durante su estancia en Buenos Aires, llegó a recibir una dedicatoria autógrafa de Don Carlos y Doña Berta.
El 15 de julio de 1905 realizó una disertación en la función de gala del Teatro Español de General Villegas, provincia de Buenos Aires, en el marco de los festejos por la inauguración del Hospital de Caridad. El señor Jaime Serralta hizo la presentación de la prestigiosa escritora que disertó sobre "La Caridad" y fue largamente ovacionada.
En 1914 inició un viaje por Hispanoamérica, pero al llegar a Panamá cayó enferma y, aunque en un principio decidió acudir a una clínica de Estados Unidos, acabó regresando a Cuba, donde recibió la ayuda de su amigo Antonio Díaz Blanco. Allí continuó con su labor periodística y literaria, hasta que en 1924 su estado de salud empeoró y comenzó a tener crisis nerviosas y la memoria cada vez más deteriorada. Finalmente, el 2 de mayo de 1932 falleció y fue enterrada en su pueblo natal.

## Obra
Sus obras están influenciadas por varias tendencias y en ellas usa desde técnicas románticas hasta naturalistas. En ocasiones, se le negó la autoría de algunas de ellas o se la dieron a su marido, Eloy Perillán Buxó.Otros seudónimos con los que firmó fueron, Beata de Jaruco, Fray Jacobo, Ibo Maza, Sofía de Burgos o Clara Mont.

### Novela
- Manolín (1891)
- Trapitos al sol (1891)
- Oremus (1893), reeditada en 2022 por la editorial Espinas.[11]
- El agua turbia (1899)

### Teatro
- La mulata (1891)
- El indiano (1894)
- Fuera de la ley (1902)
- Agua de limón (1904)
- La abuelita (1905)
- De Herodes a Pilatos (1905)
- Uno de Baler (1907)

### Otros géneros
- Cosas del otro mundo. Viajes, historias y cuentos americanos (1889)
- Magosto. Colección de tradiciones, novelas y conferencias asturianas (1894)
- Álbum de la Trocha. Breve reseña de una excursión feliz desde Cienfuegos a San Fernando, recorriendo la línea militar (1897)
- De América. Viajes, tradiciones y novelitas cortas (1899)
- Lo que vi en Cuba. A través de la isla (1916)

## Premios y reconocimientos
En 1921 el Papa Benedicto XV le otorgó la Cruz Pro Ecclesia et Pontifice. En 1929 la Sociedad Geográfica de Madrid la nombró Miembro Correspondiente, y el gobierno de Primo de Rivera le concedió el Lazo de la Orden de Isabel La Católica y la Medalla de Oro de Ultramar.